# Ragvaldsgatan

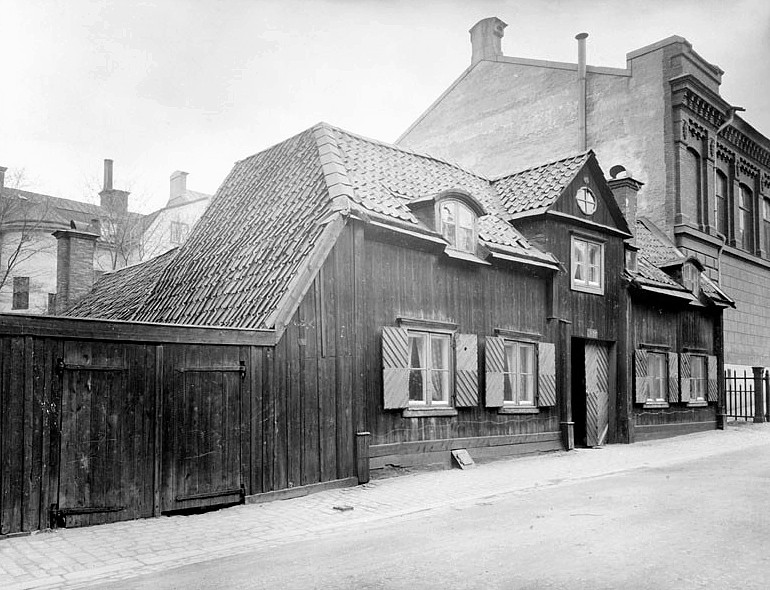
Ragvaldsgatan 21, 1904.

Ragvaldsgatan är en gata på Södermalm i Stockholm. Det är en återvändsgata som sträcker från Maria Magdalena kyrka i norr över Sankt Paulsgatan till Södra latins skolgård i söder. Ragvaldsgatan fick sitt nuvarande namn 1857.

## Historik
Ursprungligen sträckte sig Ragvaldsgatan mot norr ända fram till Riddarfjärden. I samband med sänkningen och breddningen av Hornsgatan kring sekelskiftet 1900 bröts denna kontakt och Ragvaldsgatan kom att bestå av en norra och en södra del. År 1946 ändrades namnet på delen norr om Hornsgatan till Pustegränd. 
Namnet härrör troligen från Ragvald Larsson, som 1635 var brandkårens rotemästare i trakten. I Holms tomtbok från 1679 kallas hela sträckningen söder om Hornsgatan för Återwändz gattan. På Petrus Tillaeus karta från 1733 omnämns Rafwalds eller Pwste gr för avsnittet norr om Sankt Paulsgatan och Återwändsgr söder därom. 
Bland intressanta byggnader vid Ragvaldsgatan märks Monteliushuset beläget i hörnet med Sankt Paulsgatan. Det uppfördes 1664 för kaplanen i Storkyrkan Johannes Petri Kellingius. 

## Byggnader vid gatan (urval)
Från norr till söder.

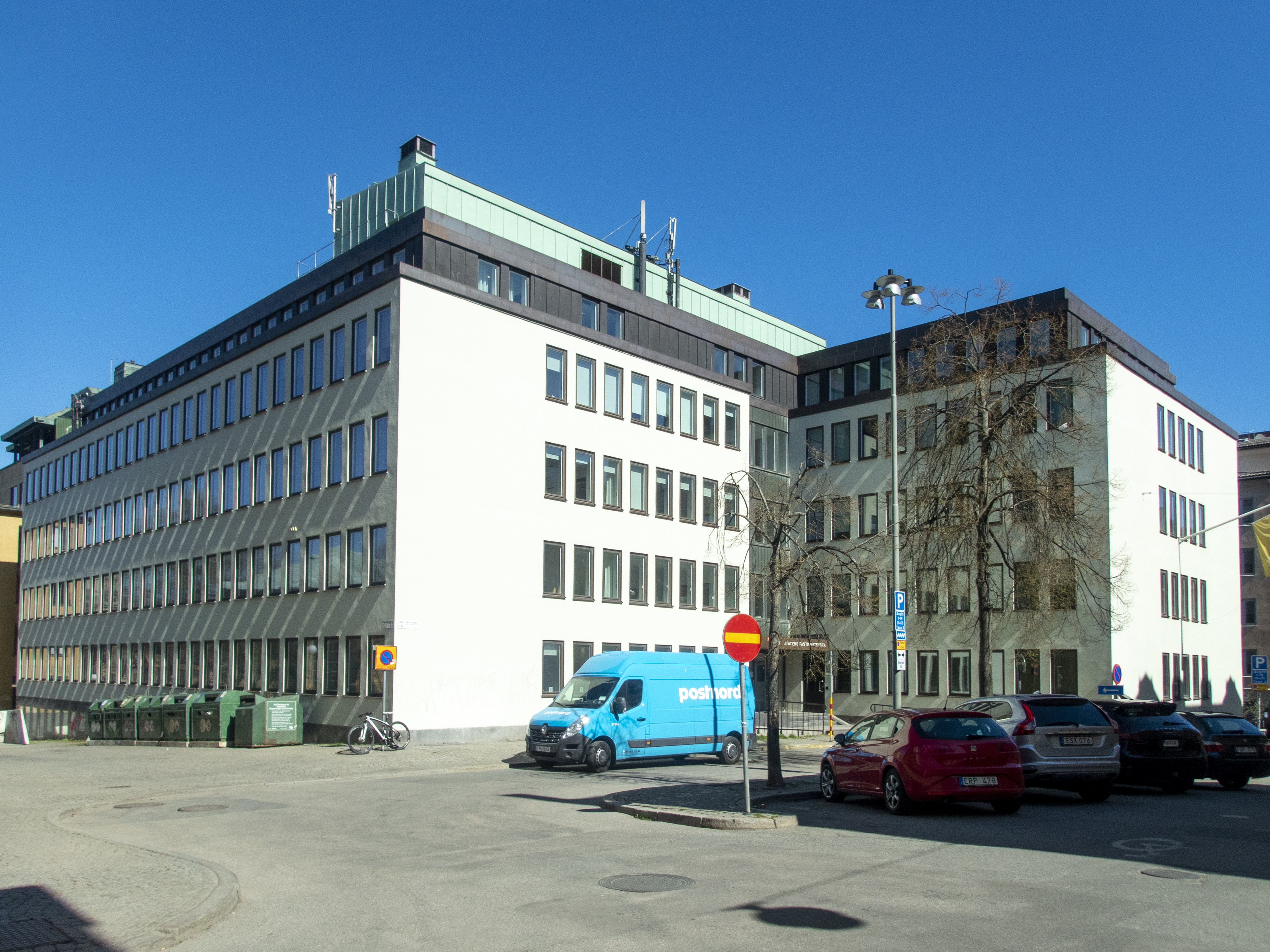
Saturnus 20 (kontorshus för Statens fastighetsverk)
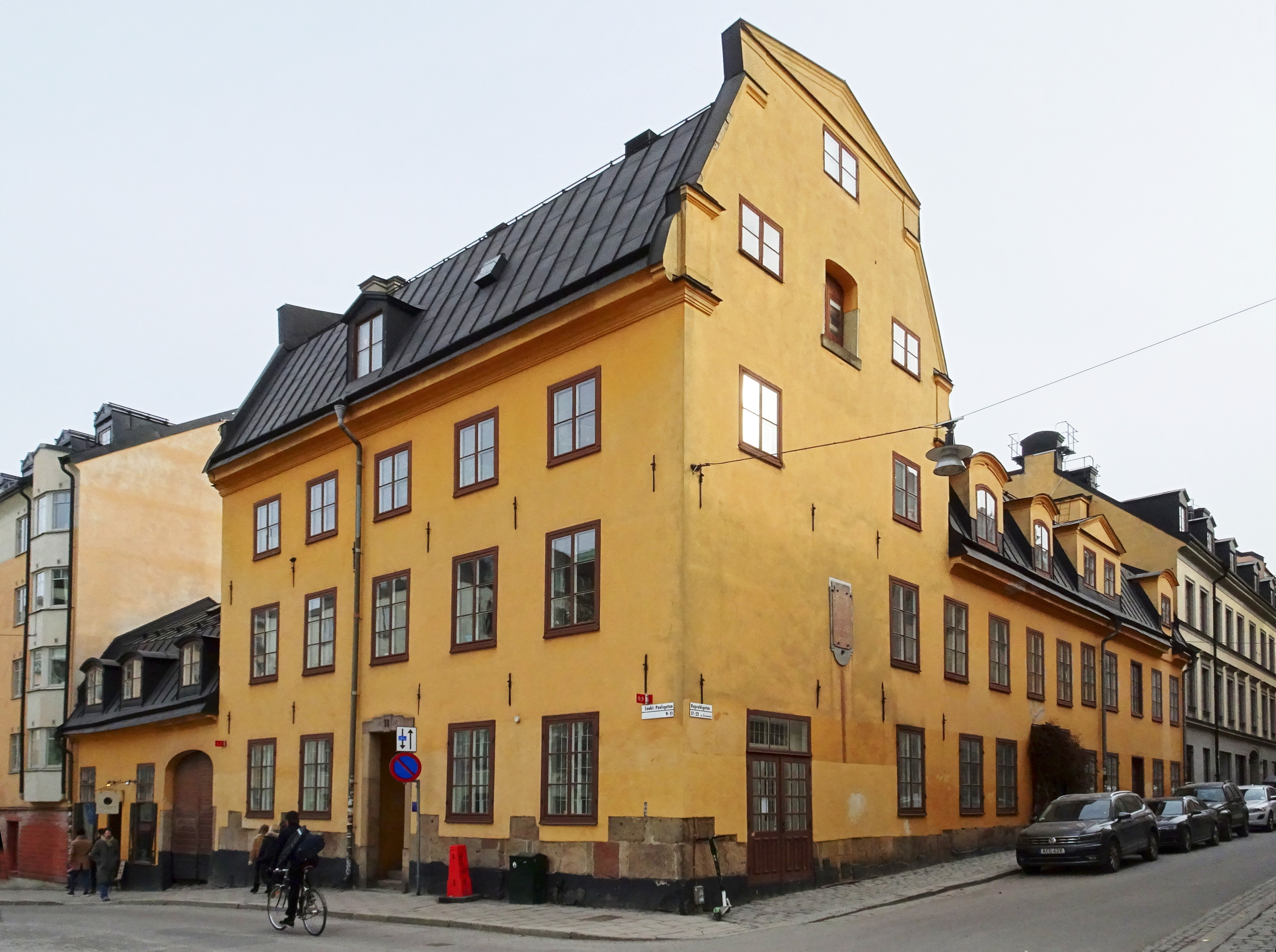
Monteliushuset Ragvaldsgatan / Sankt Paulsgatan.
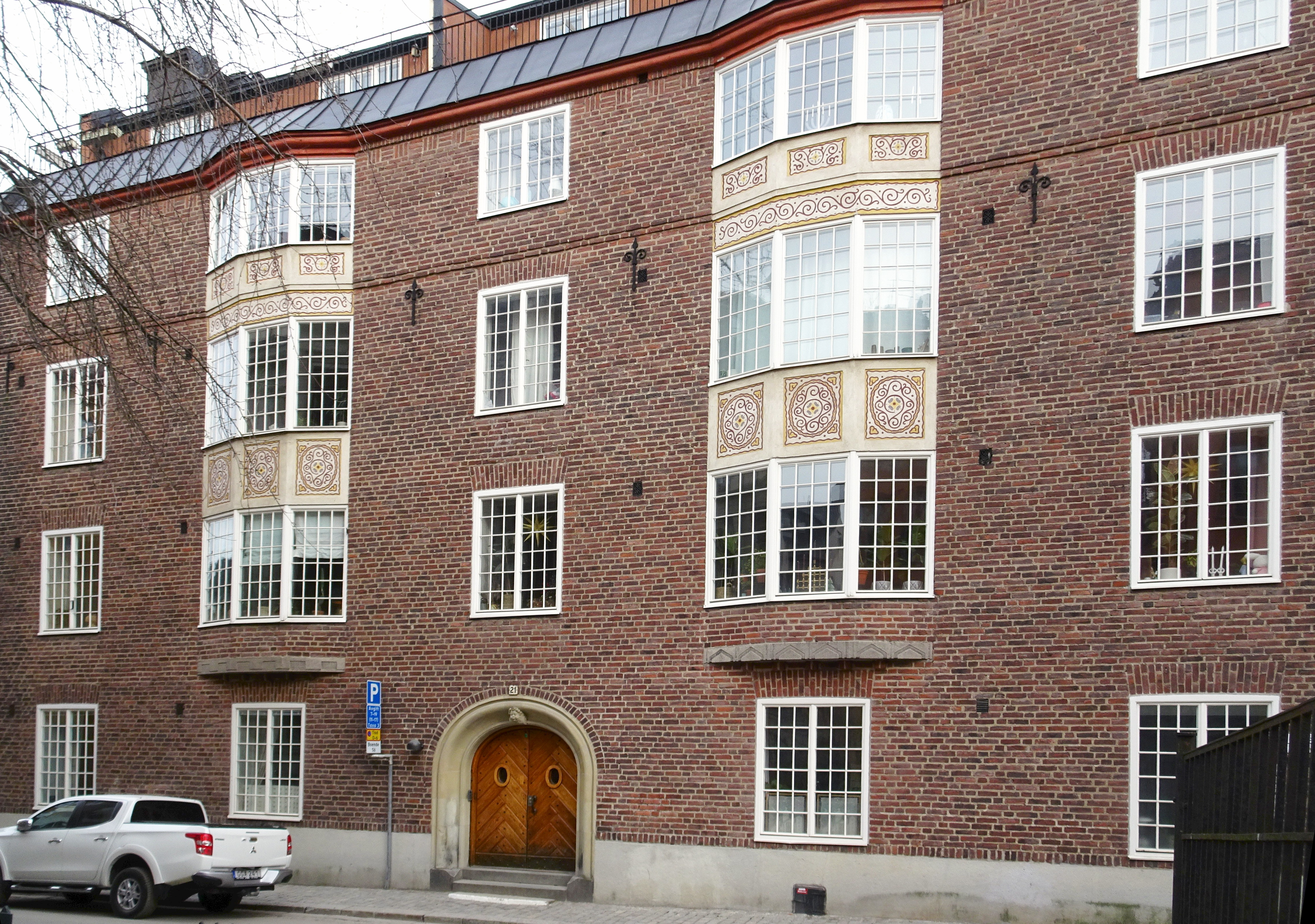
Ragvaldsgatan 21 (bostadshus från 1914, arkitekt E. Wilhelm Nyberg).
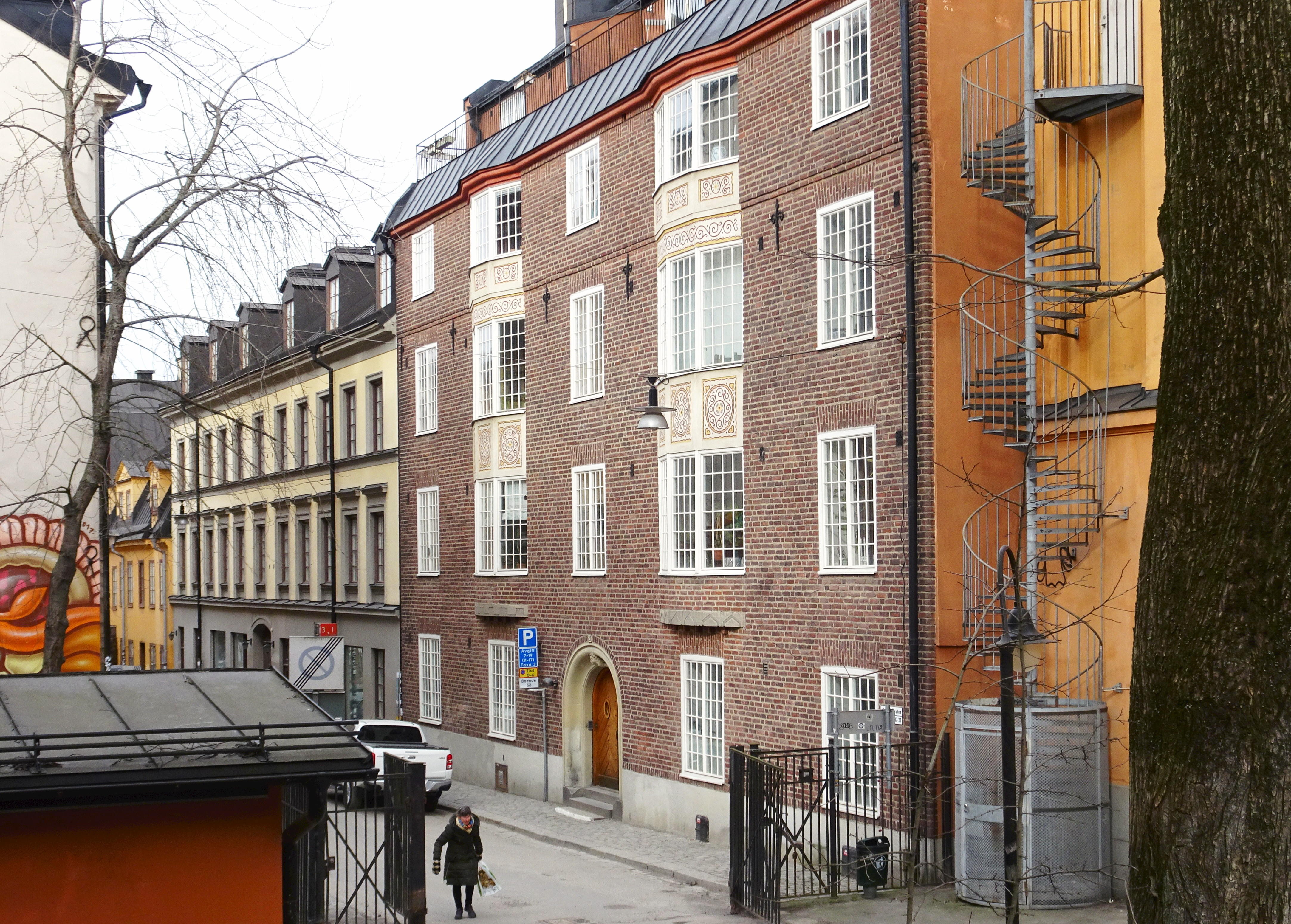
Ragvaldsgatan 19-21.